# 横道河镇
横道河镇，是中华人民共和国吉林省辽源市东丰县下辖的一个乡镇级行政单位。

## 行政区划
横道河镇下辖以下地区：
治安村、双和村、荒营村、长兴村、和平村、解放村、白蒿村、大房村、合力村、三合村、联盟村、驼腰村、税局村、良善村、三好村和鲜光村。